# Bluebird (comics)
Pour les articles homonymes, voir Bluebird.
Harper Row est un personnage de fiction appartenant à l'univers de DC Comics. Elle apparaît pour la première fois dans le comic book Batman #7 en 2012.

## Biographie du personnage
Harper Row et son frère Cullen habitent de façon précaire dans un quartier de Gotham. Leur mère étant décédée, ils vivent sous le même toit que leur père, un homme violent qui finit par écoper d'une peine de prison. Pour subsister, Harper vole de la nourriture lors d'un gala de charité. 
Plus tard, son destin bascule lorsque Cullen est agressé à cause de son orientation sexuelle. Pour soutenir son frère, Harper se rase les cheveux mais sa solidarité se retourne contre elle quand les agresseurs la prennent pour cible à son tour. Harper et son frère sont alors sauvés par Batman.  
Après sa rencontre avec Batman, elle développe une véritable obsession pour lui et décide contre son gré de l'aider dans sa lutte contre le crime. Harper excelle dans le domaine de l'électronique et aide Batman à améliorer l'un de ses gadgets. 
D'abord réticent, Batman finit par accepter l'assistance de la jeune femme. Celle-ci enfile alors un costume et prend le pseudonyme de « Bluebird ». 
Bluebird apparaît dans la saga Batman Eternal, elle s'associera à Tim Drake pour enquêter.

## Description

### Description physique
Harper est grande et élancée et se distingue par ses cheveux violets dotés d'une mèche bleue et rasés sur le côté. Le costume de Bluebird comprend un veston noir, des gants, des bottes et un masque bleus.